# István Tímár-Geng
István Tímár-Geng, né le 26 mars 1923, à Turda, en Roumanie et mort le 30 août 1999, à Budapest, en Hongrie, est un ancien joueur hongrois de basket-ball. Il est le frère d'Attila Tímár-Geng.